# Johann Ludwig Ruyter
Johann Ludwig Ruyter (* 8. Juni 1806 in Bremen; † 15. März 1877 in Bremen) war ein Bremer Kaufmann sowie Senator und Präses der Bremer Handelskammer.

## Biografie
Johann Ludwig Ruyter war Sohn eines Kapitäns aus Vegesack. 1831 gründete er zusammen mit Gerhard Friedrich Migault (1806–1898) die Tabakgroßhandlung Migault & Ruyter. Er war Mitglied der Handelskammer Bremen und wurde 1855 deren Präses. Weiterhin war er Senator. Ruyter war wohnhaft in der Contrescarpe. Louis Ruyter Radcliffe Grote ist sein Enkel.